# کمکی کایرال
کمکی کایرال(به انگلیسی: Chiral auxiliary) یا کمکی دستوار یک گروه یا واحد استریوژنیک است که به طور موقت در یک ترکیب آلی به منظور کنترل نتیجه استروشیمیایی سنتز، گنجانیده می‌شود.